# Cantó de Sant Gervais d'Auvernha

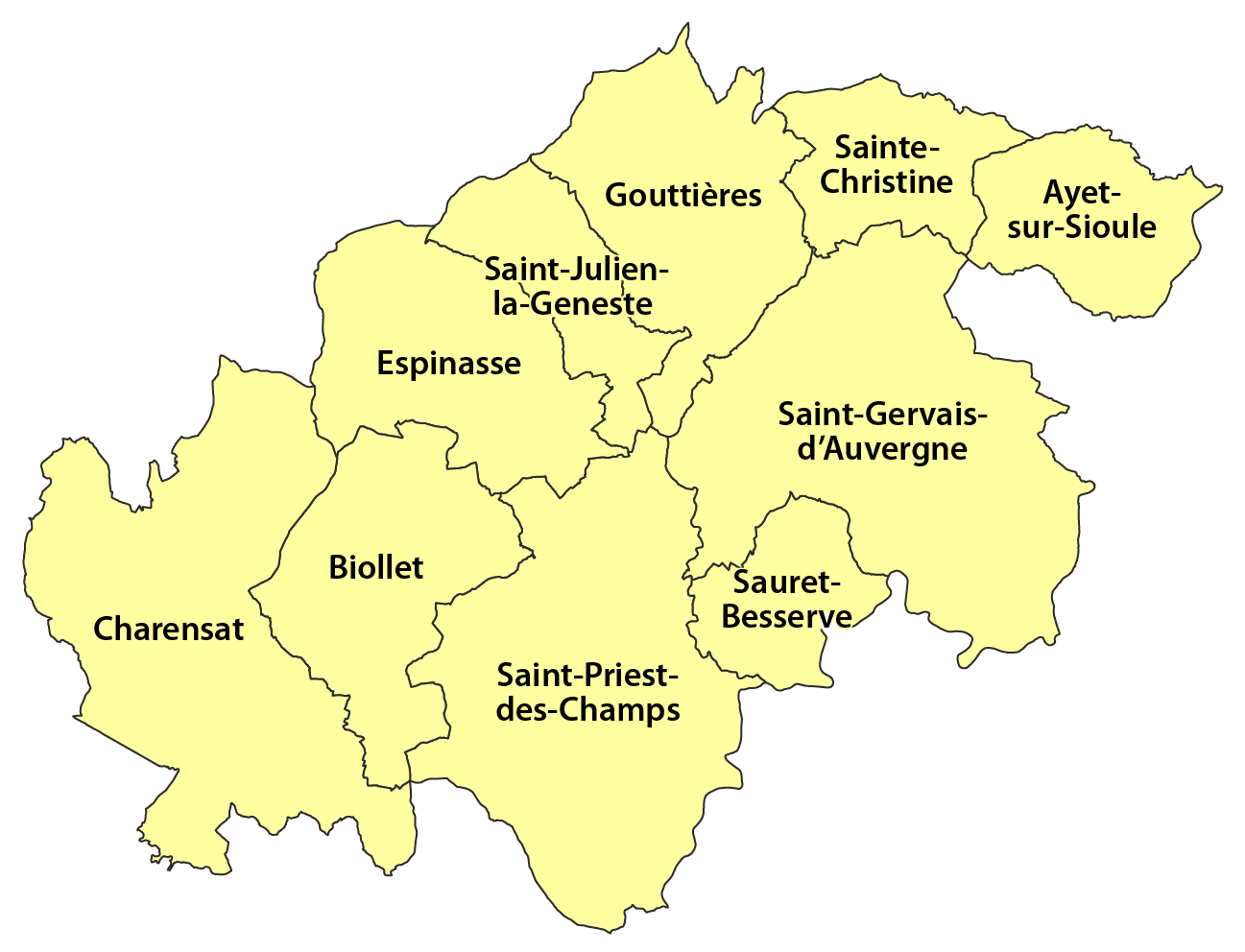
Les communes du canton de Saint-Gervais-d'Auvergne

El cantó de Sant Gervais d'Auvernha és un cantó francès del departament del Puèi Domat, situat al districte de Riam. Té 10 municipis i el cap és Sant Gervais d'Auvernha.

## Municipis
- Ayat-sur-Sioule
- Biollet
- Charensat
- Espinasse
- Gouttières
- Sainte-Christine
- Saint-Gervais-d'Auvergne
- Saint-Julien-la-Geneste
- Saint-Priest-des-Champs
- Sauret-Besserve

## Història
| Data d'elecció                           | Identitat          | Partit  | Qualitat |
| ---------------------------------------- | ------------------ | ------- | -------- |
| 1961-1967                                | M. Laroche         | SFIO    |          |
| 1967-1973                                | Jean-Marie Fondras | PCF     |          |
| 1973-1979                                | M. Lécuyer         | UDF-CDS |          |
| 1979-1992                                | Robert Bernard     | PS      |          |
| 1992-1998                                | Lucien Gauvin      | UDF     |          |
| 1998-                                    | Michel Girard      | PCF     |          |
| les dades anteriors no són pas conegudes |                    |         |          |
|                                          |                    |         |          |

## Demografia
| 1962  | 1968  | 1975  | 1982  | 1990  | 1999  | 2007  |
| ----- | ----- | ----- | ----- | ----- | ----- | ----- |
| 5.664 | 6.157 | 5.094 | 4.630 | 4.282 | 4.158 | 4.164 |